# Pancerniki typu Bismarck
Pancerniki typu Bismarck – typ dwóch niemieckich pancerników zbudowanych przez Kriegsmarine, krótko przed wybuchem II wojny światowej. Pancerniki były największymi okrętami w historii niemieckiej marynarki wojennej i najcięższymi pancernikami, jakie kiedykolwiek zbudowano w historii Europy. Mimo swych rozmiarów, okręty były koncepcyjnie przestarzałe, oparte na zmodyfikowanej i powiększonej konstrukcji drednota SMS „Baden” z 1915 roku, z anachronicznym już rozmieszczeniem artylerii w układzie czterech wież po dwa działa każda.

## Historia
Położenie stępki pod "Bismarcka" odbyło się w lipcu 1936, a całkowite zakończenie budowy we wrześniu 1940. Stępkę pod jego okręt siostrzany Tirpitz położono w październiku 1936 r., a budowę zakończono w lutym 1941. Obydwa okręty były bardzo podobne do pancerników z I wojny światowej typu Bayern, jednak zamontowano na nich nowocześniejszą artylerię oraz nieco lepiej przemyślany układ opancerzenia. Chociaż posiadały silniki o dużej mocy, będąc w momencie wejścia do służby najszybszymi okrętami tego typu i były doskonale uzbrojone, to konstrukcja miała słabe zabezpieczenie urządzeń sterowych i systemów komunikacji.
Z uwagi na zastosowanie ośmiu dział, masa salwy burtowej artylerii głównej wynosiła 6440 kg i była lżejsza od pancerników brytyjskich i amerykańskich.

### Służba
Obydwa okręty tego typu odbyły jedynie krótką służbę. "Bismarck" przeprowadził zaledwie jedną operację, operację Rheinübung, rajd na Atlantyk Północny przeciwko konwojom płynącym pomiędzy Ameryką Północną a Wielką Brytanią. Podczas operacji "Bismarck" zatopił krążownik liniowy HMS "Hood" i uszkodził nowy pancernik floty brytyjskiej HMS "Prince of Wales" w czasie bitwy w Cieśninie Duńskiej. Po trzydniowym poszukiwaniu, 27 maja 1941, Royal Navy zatopiła pancernik, jednak dokładne przyczyny jego zatonięcia nie są znane. Według zeznań uratowanych rozbitków z "Bismarcka", jego załoga samozatopiła swój okręt.

Służba "Tirpitza" była także krótka. Po klęsce "Bismarcka" uznano, że i on nie miałby szans w pojedynkę z tak potężną flotą jak Royal Navy na otwartych wodach. "Tirpitz" został wysłany na wody norweskie w 1942, zagrażając tym samym swoją obecnością w tym rejonie szlakom konwojów wysyłanych z Wielkiej Brytanii do Związku Radzieckiego, w wyniku umowy Lend-Lease Act. Pancernik był nieustannie atakowany przez miniaturowe okręty podwodne Royal Navy i samoloty Royal Air Force. Finalnie, 12 listopada 1944, ciężkie bombowce Avro Lancaster trafiły "Tirpitza" trzema bombami Tallboy, które spowodowały olbrzymie uszkodzenia na okręcie, a następnie go zatopiły. "Tirpitz" został pocięty na złom między 1948 a 1957 r. Jednak duża część jego kadłuba wciąż pozostaje na miejscu, w którym został zatopiony.

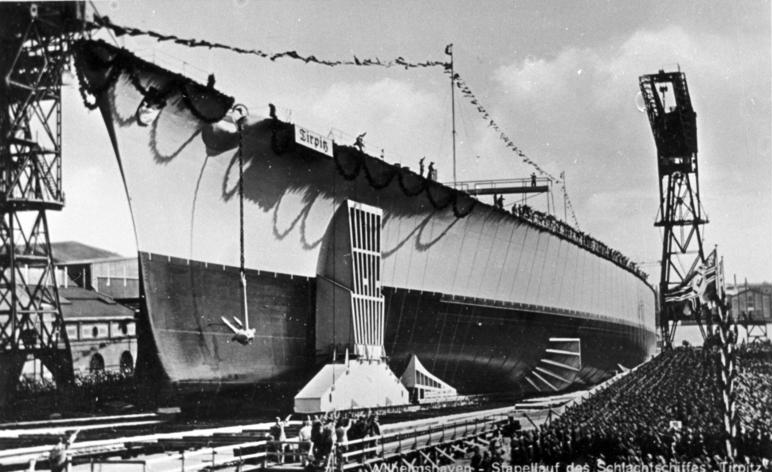
"Tirpitz" podczas wodowania 1 kwietnia 1939
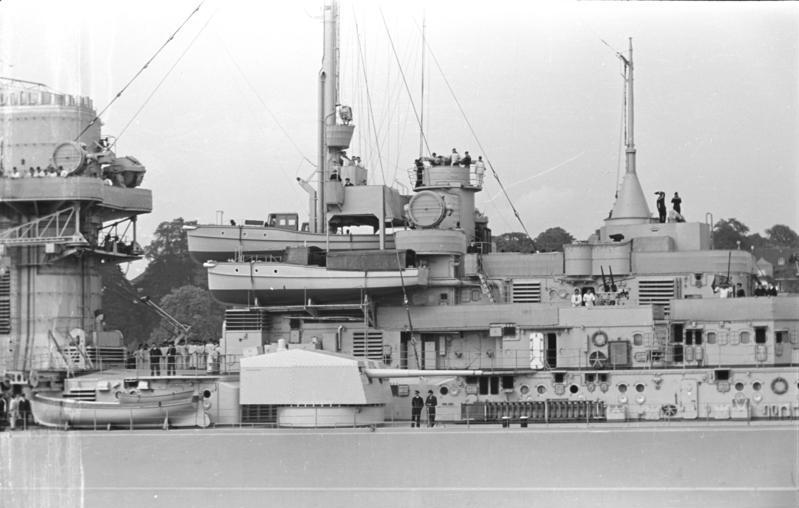
Jedna z wież dział 150 mm na pokładzie pancernika "Bismarck" w 1940